# Signa
Signa é uma comuna italiana da região da Toscana, província de Florença, com cerca de 15.278 habitantes. Estende-se por uma área de 18 km², tendo uma densidade populacional de 849 hab/km². Faz fronteira com Campi Bisenzio, Carmignano (PO), Lastra a Signa, Poggio a Caiano (PO), Scandicci.

## Demografia
| Variação demográfica do município entre 1861 e 2011                               |
|                                                                                   |
| Fonte: Istituto Nazionale di Statistica (ISTAT) - Elaboração gráfica da Wikipedia |